# Turbomeca Bastan
Turbomeca Bastan byl turbovrtulový motor vzniklý roku 1957 ve Francii. Původní modely dosahovaly výkonu 650 shp (485 kW), ale v roce 1965 bylo u verze Bastan VII dosaženo zvýšení až na 1 048 shp (780 kW).
Letové testy některých modelů motoru Bastan užívaly létající zkušebnu založenou na letounu Lockheed Constellation. 
Své hlavní uplatnění Bastan nalezl u dopravních letounů Aérospatiale N 262 (původně Nord 262) a Nord 260.
Na základě Bastanu byl později také vyvinut turbodmychadlový typ Turbomeca Aubisque.

## Použití
- Aérospatiale N 262
- FMA IA 50 Guaraní II
- Morane-Saulnier Épervier (prototyp)
- Nord 260
- Sud Aviation SE-116 Voltigeur
- Sud Aviation SE-117 Voltigeur

## Varianty
Bastan IV
Bastan VI
Bastan VIC
Bastan VII

## Specifikace
Údaje platí pro Bastan VIC

### Technické údaje
- Typ: turbovrtulový motor
- Délka: 2 034 mm
- Průměr: 685 mm na šířku, 775,5 mm na výšku
- Suchá hmotnost: 212 kg

### Součásti
- Kompresor: jednostupňový axiální; následovný jednostupňovým radiálním
- Spalovací komora: prstencová s přímým prouděním
- Turbína: třístupňová axiální

### Výkony
- Maximální výkon: 794 kW (1 065 ehp)
- Kompresní poměr: 5,83:1
- Měrná spotřeba paliva: 352 g/kW/h
- Poměr výkon/hmotnost: 3,7 kW/kg